# Seen (Winterthur)
Seen är ett stadsdelsområde (Stadtkreis) i kommunen Winterthur i kantonen Zürich, Schweiz. 
Seen består av stadsdelarna Waser, Büelwiesen, Waldegg, Ganzenbühl, Sonnenberg, Oberseen, Gotzenwil, Eidberg, Iberg och Sennhof.